# Rolando Fonseca
Rolando Fonseca (* 6. června 1974) je bývalý kostarický fotbalový útočník, naposledy hrající za kostarický klub AD Carmelita. Zúčastnil se fotbalového MS 2002, Zlatého poháru CONCACAF 2007, Středoamerického poháru 2007 a Copa América 2001. Se 47 góly je nejlepším střelcem kostarické reprezentace.